# Chionaema decolorata
Chionaema decolorata är en fjärilsart som beskrevs av Cerny 1993. Chionaema decolorata ingår i släktet Chionaema och familjen björnspinnare. Inga underarter finns listade i Catalogue of Life.